# 浅井真紀
浅井 真紀（あさい まさき、1973年1月7日 - ）は、日本のフィギュア原型師。大阪府出身。ワンダーフェスティバルのアマチュアディーラー大手の『F-Face』主宰でもある。

## 来歴
『ファンタシースターオンライン』のレイキャシールを、カラーレジンキャストを用いたフル可動ガレージキットとしては驚異的な低価格でイベント販売したことから広く認知されるようになる。
現在は多くのホビーメーカーを通じて様々なフル可動フィギュアを世に送り出している。その作品はロボットから女性フィギュア、ディフォルメキャラクターまで多彩。またパラベラムb3という独自の汎用ボールジョイントを開発するなど、可動に対するこだわりはかなり強い。

## エピソード
若い原型師が不足しつつある日本の模型業界において最も精力的に活動している一人であるが、同時に人当たりがよく非常に礼儀正しい人間性から本人に対する人気も高い。自サイトでは製品のアフターフォロー（製品版になった際の問題点の補修、リペイントや、組み立て方のサポート等）を行う事もある。
島本和彦のマンガ『ガレキの翔』に登場するキャラクター、浅井パテモリのモデルでもある。

## 代表作
※個人製作の版権作品は除く。
- 武装神姫（基本素体MMS(マルチムーバブルシステム)原型）
- figma（シリーズ基本コンセプト）
- 一撃殺虫!ホイホイさん（電撃大王・フィギュアマニアックス限定アクションフィギュア）
- 小岩井よつば（よつばと!・電撃大王・10周年記念号 付録）
- 綾波レイ（新世紀エヴァンゲリオン・コミックス9巻初回特典）
- 惣流＝アスカ＝ラングレー（新世紀エヴァンゲリオン・少年エース10周年記念誌上通販）
- オービタルフレーム・アヌビス（ANUBIS ZONE OF THE ENDERS コナミ限定通販）
- バスターマシン7号（トップをねらえ2! ガイナックス限定通販)
- メガミデバイス（基本素体マシニーカ）
- チトセリウム
- ダークアドヴェント

## 参加作品
- 機動戦士ガンダム00（プロップデザイン）
- 初音ミク・アペンド（パッケージ3Dモデル「Miku（Zero-Vocalist ver）」デザイン）
- 楽園追放 -Expelled from Paradise-（スカルプチャーデザイン）
- キャプテン・アース（キルトガングデザイン）[2]
- GRAVITY DAZE ～The Animation Ouverture～（キャラクターモデリング）
- スーパーロボット大戦X（オリジナルメカデザイン）